# Plantago perssonii
Plantago perssonii är en grobladsväxtart som beskrevs av Pilger. Plantago perssonii ingår i släktet kämpar, och familjen grobladsväxter. Inga underarter finns listade i Catalogue of Life.